# Anoplolepis
Anoplolepis is een geslacht uit de onderfamilie van de Formicinae (Schubmieren). Soorten uit dit geslacht komen voornamelijk voor in het Afrotropisch gebied, Madagaskar en het Oriëntaals gebied. Daarnaast zijn er soorten als invasieve soort elders terechtgekomen.

## Soorten
- Anoplolepis carinata (Emery, 1899)
- Anoplolepis custodiens (Smith, 1858)
- Anoplolepis fallax (Mayr, 1865)
- Anoplolepis gracilipes (Smith, 1857) (hazewindmier)
- Anoplolepis nuptialis (Santschi, 1917)
- Anoplolepis opaciventris (Emery, 1899)
- Anoplolepis rufescens (Santschi, 1917)
- Anoplolepis steingroeveri (Forel, 1894)
- Anoplolepis tenella (Santschi, 1911)

## Bron
- Dit artikel of een eerdere versie ervan is een (gedeeltelijke) vertaling van het artikel Anoplolepis op de Engelstalige Wikipedia, dat onder de licentie Creative Commons Naamsvermelding/Gelijk delen valt. Zie de bewerkingsgeschiedenis aldaar.